# Animal (Neon Trees)
Animal was de debuutsingle van de Amerikaanse poprock-band Neon Trees. Het nummer stond op nummer 1 in de Alternative Songs-hitlijst en behaalde de top 20 van de Billboard Hot 100. Deze prestatie was geleden sinds het nummer New Divide van Linkin Park in 2009.
In november 2010 ontving Neon Trees platina van de Recording Industry Association of America voor deze single.

## Hitnoteringen

### Nederlandse Top 40
| Hitnotering: 29-01-2011 t/m 02-07-2011 | Hitnotering: 29-01-2011 t/m 02-07-2011 | Hitnotering: 29-01-2011 t/m 02-07-2011 | Hitnotering: 29-01-2011 t/m 02-07-2011 | Hitnotering: 29-01-2011 t/m 02-07-2011 | Hitnotering: 29-01-2011 t/m 02-07-2011 | Hitnotering: 29-01-2011 t/m 02-07-2011 | Hitnotering: 29-01-2011 t/m 02-07-2011 | Hitnotering: 29-01-2011 t/m 02-07-2011 | Hitnotering: 29-01-2011 t/m 02-07-2011 | Hitnotering: 29-01-2011 t/m 02-07-2011 | Hitnotering: 29-01-2011 t/m 02-07-2011 | Hitnotering: 29-01-2011 t/m 02-07-2011 |
| Week:                                  | 1                                      | 2                                      | 3                                      | 4                                      | 5                                      | 6                                      | 7                                      | 8                                      | 9                                      | 10                                     | 11                                     | 12                                     |
| -------------------------------------- | -------------------------------------- | -------------------------------------- | -------------------------------------- | -------------------------------------- | -------------------------------------- | -------------------------------------- | -------------------------------------- | -------------------------------------- | -------------------------------------- | -------------------------------------- | -------------------------------------- | -------------------------------------- |
| Positie:                               | 30                                     | 23                                     | 18                                     | 15                                     | 11                                     | 9                                      | 9                                      | 9                                      | 10                                     | 9                                      | 9                                      | 9                                      |
| Week:                                  | 13                                     | 14                                     | 15                                     | 16                                     | 17                                     | 18                                     | 19                                     | 20                                     | 21                                     | 22                                     | 23                                     |                                        |
| Positie:                               | 11                                     | 11                                     | 11                                     | 16                                     | 20                                     | 21                                     | 21                                     | 25                                     | 30                                     | 38                                     | 40                                     | uit                                    |

### NederlandseSingle Top 100
| Hitnotering: 22-01-2011 t/m 14-05-2011 | Hitnotering: 22-01-2011 t/m 14-05-2011 | Hitnotering: 22-01-2011 t/m 14-05-2011 | Hitnotering: 22-01-2011 t/m 14-05-2011 | Hitnotering: 22-01-2011 t/m 14-05-2011 | Hitnotering: 22-01-2011 t/m 14-05-2011 | Hitnotering: 22-01-2011 t/m 14-05-2011 | Hitnotering: 22-01-2011 t/m 14-05-2011 | Hitnotering: 22-01-2011 t/m 14-05-2011 | Hitnotering: 22-01-2011 t/m 14-05-2011 | Hitnotering: 22-01-2011 t/m 14-05-2011 | Hitnotering: 22-01-2011 t/m 14-05-2011 | Hitnotering: 22-01-2011 t/m 14-05-2011 | Hitnotering: 22-01-2011 t/m 14-05-2011 | Hitnotering: 22-01-2011 t/m 14-05-2011 | Hitnotering: 22-01-2011 t/m 14-05-2011 | Hitnotering: 22-01-2011 t/m 14-05-2011 | Hitnotering: 22-01-2011 t/m 14-05-2011 | Hitnotering: 22-01-2011 t/m 14-05-2011 |
| Week:                                  | 1                                      | 2                                      | 3                                      | 4                                      | 5                                      | 6                                      | 7                                      | 8                                      | 9                                      | 10                                     | 11                                     | 12                                     | 13                                     | 14                                     | 15                                     | 16                                     | 17                                     |                                        |
| -------------------------------------- | -------------------------------------- | -------------------------------------- | -------------------------------------- | -------------------------------------- | -------------------------------------- | -------------------------------------- | -------------------------------------- | -------------------------------------- | -------------------------------------- | -------------------------------------- | -------------------------------------- | -------------------------------------- | -------------------------------------- | -------------------------------------- | -------------------------------------- | -------------------------------------- | -------------------------------------- | -------------------------------------- |
| Positie:                               | 66                                     | 65                                     | 52                                     | 64                                     | 75                                     | 56                                     | 46                                     | 47                                     | 58                                     | 53                                     | 55                                     | 60                                     | 52                                     | 48                                     | 64                                     | 67                                     | 78                                     | uit                                    |

### VlaamseUltratop 50
| Hitnotering: 30-04-2011 t/m 14-05-2011 | Hitnotering: 30-04-2011 t/m 14-05-2011 | Hitnotering: 30-04-2011 t/m 14-05-2011 | Hitnotering: 30-04-2011 t/m 14-05-2011 | Hitnotering: 30-04-2011 t/m 14-05-2011 |
| Week:                                  | 1                                      | 2                                      | 3                                      |                                        |
| -------------------------------------- | -------------------------------------- | -------------------------------------- | -------------------------------------- | -------------------------------------- |
| Positie:                               | 50                                     | 39                                     | 37                                     | uit                                    |